# Unione Sportiva Avellino 1912 2022-2023
Questa voce raccoglie le informazioni riguardanti l'Unione Sportiva Avellino 1912 nelle competizioni ufficiali della stagione 2022-2023.

## Stagione
Nella stagione 2022-2023 l'Avellino disputa il girone C del campionato di Serie C, raccoglie 43 punti con il quattordicesimo posto finale. Gli irpini cambiano tre allenatori, alla ricerca di un posto nei Play-off del campionato, obiettivo mancato per tre punti. Qualche soddisfazione in più è giunta dalla Coppa Italia di Serie C, nella quale nel primo turno è stata superata (1-0) la Fidelis Andria, nel secondo turno viene superata (1-0) la Turris, negli ottavi di finale l'Avellino incrocia il Catanzaro, in Calabria finisce (3-3), ma ai calci di rigore superano il turno (4-2) i calabresi.

## Divise e sponsor
Per la quarta stagione consecutiva lo sponsor tecnico è Magma, mentre gli sponsor ufficiali sono Cosmopol, Gruppo Marinelli, Hub Engineering, Mi.Ba., BCC Capaccio Paestum Serino, CCO San Sabino e Gis Komatsu.
| Casa | Trasferta | Terza divisa |

## Rosa
| N. |                    | Ruolo | Calciatore                   |
| -- | ------------------ | ----- | ---------------------------- |
| 1  | Italia (bandiera)  | P     | Pasquale Pane                |
| 2  | Italia (bandiera)  | C     | Agostino Rizzo               |
| 3  | Italia (bandiera)  | D     | Fabio Tito                   |
| 4  | Italia (bandiera)  | C     | Daniele Franco               |
| 5  | Italia (bandiera)  | D     | Gennaro Scognamiglio         |
| 5  | Belgio (bandiera)  | D     | Pedro Nkosi                  |
| 6  | Italia (bandiera)  | D     | Andrea Sbraga                |
| 6  | Italia (bandiera)  | D     | Edoardo Sottini              |
| 7  | Senegal (bandiera) | A     | Mamadou Kanoute              |
| 8  | Italia (bandiera)  | C     | Marco Garetto                |
| 9  | Italia (bandiera)  | A     | Diego Gambale                |
| 10 | Italia (bandiera)  | A     | Raffaele Russo               |
| 11 | Italia (bandiera)  | A     | Jacopo Murano                |
| 12 | Italia (bandiera)  | P     | Richard Marcone              |
| 13 | Italia (bandiera)  | D     | Simone Benedetti             |
| 14 | Italia (bandiera)  | C     | Antonio Di Gaudio (capitano) |
| 15 | Italia (bandiera)  | D     | Ramzi Aya (vice capitano)    |
| 16 | Italia (bandiera)  | P     | Antonio Pizzella             |
| 18 | Italia (bandiera)  | C     | Tommaso Ceccarelli           |
| 18 | Italia (bandiera)  | C     | Davide Mazzocco              |
| 19 | Spagna (bandiera)  | C     | Mamadou Tounkara             |
| 20 | Italia (bandiera)  | C     | Federico Casarini            |

| N. |                      | Ruolo | Calciatore          |
| -- | -------------------- | ----- | ------------------- |
| 21 | Italia (bandiera)    | C     | Antonio Matera      |
| 22 | Italia (bandiera)    | P     | Francesco Forte     |
| 22 | Italia (bandiera)    | P     | Salvatore Tammaro   |
| 23 | Italia (bandiera)    | C     | Jacopo Dall'Oglio   |
| 26 | Italia (bandiera)    | A     | Giuseppe Guadagni   |
| 27 | Italia (bandiera)    | D     | Manuel Ricciardi    |
| 28 | Italia (bandiera)    | C     | Francesco Maisto    |
| 29 | Italia (bandiera)    | A     | Marcello Trotta     |
| 30 | Italia (bandiera)    | C     | Mattia Tarcinale    |
| 31 | Argentina (bandiera) | D     | Julian Illanes      |
| 31 | Italia (bandiera)    | A     | Michele Marconi     |
| 32 | Italia (bandiera)    | D     | Gianmaria Zanandrea |
| 33 | Italia (bandiera)    | P     | Matteo Antignani    |
| 34 | Italia (bandiera)    | D     | Simone Auriletto    |
| 35 | Italia (bandiera)    | D     | Donato Solaro       |
| 37 | Italia (bandiera)    | D     | Leo Di Martino      |
| 38 | Italia (bandiera)    | C     | Mattia Musto        |
| 39 | Italia (bandiera)    | D     | Mario Perrone       |
| 42 | Italia (bandiera)    | D     | Lorenzo Moretti     |
| 50 | Italia (bandiera)    | P     | Antonio Mele        |
| 72 | Italia (bandiera)    | C     | Santo D'Angelo      |
| 99 | Romania (bandiera)   | C     | Claudiu Micovschi   |

## Calciomercato

### Sessione estiva(dall'1/7 all'1/9)
| Acquisti         | Acquisti             | Acquisti     | Acquisti                         |
| R.               | Nome                 | da           | Modalità                         |
| ---------------- | -------------------- | ------------ | -------------------------------- |
| P                | Richard Marcone      | Potenza      | definitivo                       |
| D                | Simone Auriletto     | Pro Vercelli | definitivo                       |
| D                | Ramzi Aya            | Reggina      | definitivo                       |
| D                | Lorenzo Moretti      | Inter        | definitivo                       |
| D                | Gianmaria Zanandrea  | Mantova      | definitivo                       |
| D                | Julian Illanes       | Pescara      | definitivo                       |
| C                | Jacopo Dall'Oglio    | Palermo      | definitivo                       |
| C                | Daniele Franco       | Turris       | definitivo                       |
| C                | Marco Garetto        | Acireale     | definitivo                       |
| C                | Manuel Ricciardi     | Ascoli       | definitivo                       |
| C                | Tommaso Ceccarelli   | Juve Stabia  | definitivo                       |
| C                | Federico Casarini    | Alessandria  | definitivo                       |
| A                | Diego Gambale        | Montevarchi  | prestito con diritto di riscatto |
| A                | Giuseppe Guadagni    | Paganese     | definitivo                       |
| A                | Raffaele Russo       | Messina      | definitivo                       |
| Altre operazioni |                      |              |                                  |
| R.               | Nome                 | da           | Modalità                         |
| D                | Andrea Sbraga        | Turris       | fine prestito                    |
| A                | Gabriele Bernardotto | Teramo       | fine prestito                    |

| Cessioni         | Cessioni             | Cessioni     | Cessioni      |
| R.               | Nome                 | a            | Modalità      |
| ---------------- | -------------------- | ------------ | ------------- |
| D                | Davide Bove          | Crotone      | definitivo    |
| D                | Simone Ciancio       | Novara       | definitivo    |
| D                | Alberto Dossena      | Cagliari     | definitivo    |
| D                | Daniele Mignanelli   | Juve Stabia  | definitivo    |
| D                | Luigi Silvestri      | Siena        | definitivo    |
| C                | Salvatore Aloi       | Pescara      | definitivo    |
| C                | Giuseppe Carriero    |              | svincolato    |
| C                | Alberto De Francesco |              | svincolato    |
| C                | Oliver Kragl         |              | svincolato    |
| C                | Alessandro Mastalli  | Lucchese     | definitivo    |
| A                | Gabriele Bernardotto | Crotone      | definitivo    |
| A                | Riccardo Maniero     | Turris       | definitivo    |
| A                | Vincenzo Plescia     | Carrarese    | prestito      |
| Altre operazioni |                      |              |               |
| R.               | Nome                 | a            | Modalità      |
| D                | Lorenzo Chiti        | Fiorentina   | fine prestito |
| A                | Marius Andrei Mocanu | Vastogirardi | prestito      |

### Operazioni successive alla sessione estiva
| Acquisti | Acquisti        | Acquisti   | Acquisti   |
| R.       | Nome            | da         | Modalità   |
| -------- | --------------- | ---------- | ---------- |
| A        | Marcello Trotta | svincolato | definitivo |

| Cessioni | Cessioni | Cessioni | Cessioni |
| R.       | Nome     | a        | Modalità |
| -------- | -------- | -------- | -------- |

### Sessione invernale(dal 2/1 al 31/1)
| Acquisti         | Acquisti             | Acquisti     | Acquisti                         |
| R.               | Nome                 | da           | Modalità                         |
| ---------------- | -------------------- | ------------ | -------------------------------- |
| D                | Simone Benedetti     | Feralpisalò  | definitivo                       |
| D                | Edoardo Sottini      | Triestina    | prestito                         |
| D                | Mario Perrone        | Salernitana  | definitivo                       |
| C                | Santo D'Angelo       | Reggina      | definitivo                       |
| C                | Davide Mazzocco      | Cittadella   | definitivo                       |
| A                | Mamadou Tounkara     | Cittadella   | prestito con obbligo di riscatto |
| A                | Michele Marconi      | Südtirol     | definitivo                       |
| Altre operazioni |                      |              |                                  |
| R.               | Nome                 | da           | Modalità                         |
| A                | Marius Andrei Mocanu | Vastogirardi | fine prestito                    |
| A                | Vincenzo Plescia     | Carrarese    | fine prestito                    |

| Cessioni         | Cessioni             | Cessioni         | Cessioni                 |
| R.               | Nome                 | a                | Modalità                 |
| ---------------- | -------------------- | ---------------- | ------------------------ |
| P                | Francesco Forte      | Monterosi Tuscia | definitivo               |
| D                | Julian Illanes       | Novara           | prestito                 |
| D                | Gennaro Scognamiglio | Giugliano        | definitivo               |
| D                | Gianmaria Zanandrea  | Piacenza         | prestito                 |
| D                | Andrea Sbraga        |                  | risoluzione di contratto |
| C                | Tommaso Ceccarelli   | AZ Picerno       | prestito                 |
| C                | Daniele Franco       | Turris           | prestito                 |
| C                | Claudiu Micovschi    | Fidelis Andria   | prestito                 |
| A                | Giuseppe Guadagni    | Recanatese       | prestito                 |
| A                | Jacopo Murano        | Potenza          | prestito                 |
| Altre operazioni |                      |                  |                          |
| R.               | Nome                 | a                | Modalità                 |
| C                | Mattia Tarcinale     | Molfetta         | prestito                 |
| A                | Marius Andrei Mocanu | Nuova Florida    | prestito                 |
| A                | Vincenzo Plescia     | Piacenza         | prestito                 |

## Risultati

### Serie C

#### Girone di andata
| Arbitro: | Tremolada (Monza) |

|             |           |  |
| Lescano 63’ | Marcatori |  |

| Avellino 11 settembre 2022, ore 17:30 CEST 2ª giornata | Avellino      | 0 – 0 referto | Gelbison | Stadio Partenio-Adriano Lombardi (4 750 spett.)\| Arbitro: \| Ubaldi (Roma) \| |
| Arbitro:                                               | Ubaldi (Roma) |               |          |                                                                                |

| Arbitro: | Fiero (Pistoia) |

|                         |           |                 |
| Starita 11’ Montini 23’ | Marcatori | 84’ F. Casarini |

| Arbitro: | Emmanuele (Pisa) |

|                             |           |             |
| Dall'Oglio 23’ F. Russo 64’ | Marcatori | 28’ Catania |

| Arbitro: | Cavaliere (Paola) |

|             |           |  |
| Fabrizi 42’ | Marcatori |  |

| Arbitro: | Bordin (Bassano del Grappa) |

|                              |           |  |
| F. Casarini 10’ F. Russo 62’ | Marcatori |  |

| Arbitro: | Giordano (Novara) |

|                             |           |  |
| Chiricò 30’ Petriccione 84’ | Marcatori |  |

| Arbitro: | Centi (Terni) |

|                   |           |             |
| Trotta 64’ (rig.) | Marcatori | 88’ Malcore |

| Arbitro: | Costanza (Agrigento) |

|                             |           |  |
| Volpicelli 23’ Polidori 73’ | Marcatori |  |

| Arbitro: | Perri (Roma) |

|                           |           |                                       |
| Maiorino 30’ Patierno 47’ | Marcatori | 14’ Trotta 18’ Illanes 83’ Dall'Oglio |

| Arbitro: | Nicolini (Brescia) |

|                         |           |                     |
| Gambale 61’ Kanoute 80’ | Marcatori | 3’ Sounas 9’ Biasci |

| Arbitro: | Giaccaglia (Jesi) |

|                     |           |             |
| Petermann 3’ (rig.) | Marcatori | 8’ R. Russo |

| Arbitro: | Petrella (Viterbo) |

|  |           |                |
|  | Marcatori | 68’ Gladestony |

| Arbitro: | Andreano (Prato) |

|                     |           |              |
| Diop 71’ García 79’ | Marcatori | 56’ R. Russo |

| Arbitro: | Sfira (Pordenone) |

|                                              |           |  |
| Trotta 32’, 69’ F. Casarini 80’ Murano 90+3’ | Marcatori |  |

| Avellino 30 novembre 2022, ore 21:00 CET 16ª giornata | Avellino           | 0 – 0 referto | Juve Stabia | Stadio Partenio-Adriano Lombardi (3 000 spett.)\| Arbitro: \| Bonacina (Bergamo) \| |
| Arbitro:                                              | Bonacina (Bergamo) |               |             |                                                                                     |

| Arbitro: | Delrio (Reggio Emilia) |

|             |           |                           |
| Maniero 37’ | Marcatori | 28’, 64’ Tito 32’ Gambale |

| Arbitro: | Turrini (Firenze) |

|             |           |  |
| Gambale 36’ | Marcatori |  |

| Viterbo 18 dicembre 2022, ore 12:30 CET 19ª giornata | Monterosi Tuscia   | 0 – 0 referto | Avellino | Stadio Enrico Rocchi (560 spett.)\| Arbitro: \| Frascaro (Firenze) \| |
| Arbitro:                                             | Frascaro (Firenze) |               |          |                                                                       |

#### Girone di ritorno
| Arbitro: | Emmanuele (Pisa) |

|            |           |  |
| Kanoute 8’ | Marcatori |  |

| Arbitro: | Virgilio (Trapani) |

|             |           |         |
| De Sena 16’ | Marcatori | 19’ Aya |

| Avellino 15 gennaio 2023, ore 17:30 CET 22ª giornata | Avellino       | 0 – 0 referto | Monopoli | Stadio Partenio-Adriano Lombardi (3 500 spett.)\| Arbitro: \| Caldera (Como) \| |
| Arbitro:                                             | Caldera (Como) |               |          |                                                                                 |

| Arbitro: | Panettella (Gallarate) |

|                   |           |  |
| I. Baldé 26’, 58’ | Marcatori |  |

| Avellino 29 gennaio 2023, ore 14:30 CET 24ª giornata | Avellino         | 0 – 0 referto | Latina | Stadio Partenio-Adriano Lombardi (3 000 spett.)\| Arbitro: \| Zanotti (Rimini) \| |
| Arbitro:                                             | Zanotti (Rimini) |               |        |                                                                                   |

| Arbitro: | Ubaldi (Roma) |

|                   |           |                                                |
| Caturano 28’, 57’ | Marcatori | 13’ F. Russo 21’, 78’ Marconi 69’ S. Benedetti |

| Arbitro: | Centi (Terni) |

|                                      |           |                     |
| Mazzocco 17’ D’Angelo 31’ Trotta 71’ | Marcatori | 74’ (rig.) G. Gómez |

| Arbitro: | Di Graci (Como) |

|                            |           |              |
| Achik 60’, 70’ Malcore 84’ | Marcatori | 54’ F. Russo |

| Arbitro: | Madonia (Palermo) |

|  |           |                        |
|  | Marcatori | 5’, 17’ (rig.) Marotta |

| Arbitro: | Djurdjevic (Trieste) |

|  |           |            |
|  | Marcatori | 17’ Murilo |

| Arbitro: | Galipò (Firenze) |

|                                             |           |             |
| Biasci 30’, 88’ Iemmello 69’ Pontisso 90+3’ | Marcatori | 12’ Marconi |

| Arbitro: | Saia (Palermo) |

|                                           |           |                          |
| D'Angelo 9’ Marconi 45+2’ Di Gaudio 90+1’ | Marcatori | 59’, 74’ (rig.) Ogunseye |

| Arbitro: | Scarpa (Collegno) |

|                                     |           |                                                         |
| Felippe 34’ (rig.) Scognamiglio 87’ | Marcatori | 30’ Auriletto 69’ Matera 75’ (rig.) Trotta 90’ Tounkara |

| Arbitro: | De Angeli (Milano) |

|  |           |                                      |
|  | Marcatori | 55’ Santarcangelo 85’ (aut.) Sottini |

| Arbitro: | Cherchi (Carbonia) |

|                    |           |                         |
| Tommasini 18’, 60’ | Marcatori | 40’ D'Angelo 78’ Matera |

| Arbitro: | Giordano (Novara) |

|                                 |           |               |
| Berardocco 34’ D'Agostino 90+4’ | Marcatori | 80’ Ricciardi |

| Arbitro: | Collu (Cagliari) |

|  |           |              |
|  | Marcatori | 88’ Contessa |

| Arbitro: | Tremolada (Monza) |

|              |           |  |
| Dalmazzi 75’ | Marcatori |  |

| Arbitro: | Mastrodomenico (Matera) |

|  |           |                     |
|  | Marcatori | 46’, 64’ Costantino |

### Coppa Italia Serie C

#### Turni eliminatori
| Arbitro: | Zanotti (Rimini) |

|               |           |  |
| Zanandrea 79’ | Marcatori |  |

| Arbitro: | Taricone (Perugia) |

|                |           |  |
| Ceccarelli 63’ | Marcatori |  |

#### Fase finale
| Arbitro: | Cherchi (Carbonia) |

|                                     |                      |                                         |
| Iemmello 16’ Biasci 48’, 102’       | Marcatori            | 45’ Kanoute 50’ Murano 115’ F. Casarini |
| Pntisso Biasci Cianci Welbeck Gatti | Tiri di rigore 4 – 2 | Trotta Franco Maisto Tito               |

## Statistiche

### Statistiche di squadra
| Competizione         | Punti | In casa | In casa | In casa | In casa | In casa | In casa | In trasferta | In trasferta | In trasferta | In trasferta | In trasferta | In trasferta | Totale | Totale | Totale | Totale | Totale | Totale | DR |
| Competizione         | Punti | G       | V       | N       | P       | Gf      | Gs      | G            | V            | N            | P            | Gf           | Gs           | G      | V      | N      | P      | Gf     | Gs     | DR |
| -------------------- | ----- | ------- | ------- | ------- | ------- | ------- | ------- | ------------ | ------------ | ------------ | ------------ | ------------ | ------------ | ------ | ------ | ------ | ------ | ------ | ------ | -- |
| Serie C              | 7     | 3       | 2       | 1       | 0       | 4       | 1       | 4            | 0            | 0            | 4            | 0            | 4            | 7      | 2      | 1      | 4      | 5      | 7      | -2 |
| Coppa Italia Serie C | -     | 1       | 1       | 0       | 0       | 1       | 0       | 0            | 0            | 0            | 0            | 0            | 0            | 1      | 1      | 0      | 0      | 1      | 0      | +1 |
| Totale               | -     | 4       | 3       | 1       | 0       | 5       | 1       | 4            | 0            | 0            | 4            | 0            | 4            | 8      | 3      | 1      | 4      | 6      | 7      | -1 |

### Andamento in campionato
| Giornata  | 1  | 2  | 3  | 4  | 5  | 6  | 7  | 8 | 9 | 10 | 11 | 12 | 13 | 14 | 15 | 16 | 17 | 18 | 19 | 20 | 21 | 22 | 23 | 24 | 25 | 26 | 27 | 28 | 29 | 30 | 31 | 32 | 33 | 34 | 35 | 36 | 37 | 38 |
| --------- | -- | -- | -- | -- | -- | -- | -- | - | - | -- | -- | -- | -- | -- | -- | -- | -- | -- | -- | -- | -- | -- | -- | -- | -- | -- | -- | -- | -- | -- | -- | -- | -- | -- | -- | -- | -- | -- |
| Luogo     | T  | C  | T  | C  | T  | C  | T  |   |   |    |    |    |    |    |    |    |    |    |    |    |    |    |    |    |    |    |    |    |    |    |    |    |    |    |    |    |    |    |
| Risultato | P  | N  | P  | V  | P  | V  | P  |   |   |    |    |    |    |    |    |    |    |    |    |    |    |    |    |    |    |    |    |    |    |    |    |    |    |    |    |    |    |    |
| Posizione | 13 | 15 | 18 | 12 | 15 | 12 | 13 |   |   |    |    |    |    |    |    |    |    |    |    |    |    |    |    |    |    |    |    |    |    |    |    |    |    |    |    |    |    |    |

Legenda:

Luogo: C = Casa; T = Trasferta. Risultato: V = Vittoria; N = Pareggio; P = Sconfitta.